# Citizen Cope
Citizen Cope, pseudonimo di Clarence Greenwood (Memphis, 20 maggio 1968), è un cantautore statunitense.
Nato nel 20 maggio 1968, ha iniziato il suo periodo di attività musicale come professionista nel 1991 ed ancora oggi è attivo.

## Discografia
- 1992 - Cope Citizen (500 copie)
- 2002 - Citizen Cope
- 2004 - The Clarence Greenwood Recordings
- 2006 - Every Waking Moment
- 2010 - The Rainwater LP
- 2012 - One Lovely Day